# 菲利普 (萨尔姆-霍斯特马尔)
菲利普·古斯塔夫·托马斯·卡尔（德語：Philipp Gustav Thomas Carl；1973年3月11日—），出生于明斯特。萨尔姆-霍斯特马尔亲王世子。是萨尔姆-霍斯特马尔亲王菲利普·奥托与妻子卡特琳·索泰的长子。
2010年6与26日，菲利普在科斯费尔德与安特耶·齐格勒结婚，暂无子嗣。